# Kjell Grede
Kjell Birger Grede (Stockholm, 1936. augusztus 12. – Nyköping, 2017. december 17.) svéd filmrendező, forgatókönyvíró.

## Filmjei
- Karneval (1961, forgatókönyvíró)
- Hugo och Josefin (1967, rendező, forgatókönyvíró)
- Harry Munter (1969, rendező, forgatókönyvíró)
- Klara Lust (1972, rendező, forgatókönyvíró)
- En enkel melodi (1974, rendező, forgatókönyvíró)
- En dåres försvarstal (1976, tv-film, rendező, forgatókönyvíró)
- Det låter som en saga (1977, tv-film, rendező, forgatókönyvíró)
- Min älskade (1979, rendező, forgatókönyvíró)
- Stängda dörrar (1981, tv-film, rendező)
- Studenten (1982, tv-film, rendező)
- August Strindberg – Életjáték (August Strindberg: Ett liv) (1985, tv-film, rendező)
- Hip hip hurra! (1987, rendező, forgatókönyvíró)
- Jó estét, Wallenberg úr! (God afton, Herr Wallenberg) (1990, rendező, forgatókönyvíró)
- Kommer du med mig då (2003, rendező, forgatókönyvíró)

## Díjai
- Velencei Filmfesztivál, Zsűri különdíja (1987, a Hip hip hurra! című filmért)